# Togfølgestation
En togfølgestation er en jernbanestation, der deltager i den sikkerhedsmæssige afvikling af toggangen. Togfølge er ikke det samme som togrækkefølge, idet togfølge er den sikkerhedsmæssige afstand mellem tog i samme retning på samme spor.
| Jernbane | Spire Denne jernbaneartikel er en spire som bør udbygges. Du er velkommen til at hjælpe Wikipedia ved at udvide den. |